# Campionati europei di karate 1983
La 18ª edizione del campionato europeo di karate si è disputata a Madrid nel 1983. Hanno preso parte alla competizione 261 karateka provenienti da 17 paesi.

## Campioni d'Europa

### Kata
| Categoria             | Vincitore |
| Individuale maschile  | Medina    |
| Individuale femminile | Moreno    |
| Squadre maschili      | Spagna    |
| Squadre femminili     | Francia   |

### Kumite
| Categoria              | Vincitore        |
| Fino a 60 kg maschile  | Stephens         |
| Fino a 65 kg maschile  | Coulter          |
| Fino a 70 kg maschile  | Kaunismäki       |
| Fino a 75 kg maschile  | Merino           |
| Fino ad 80 kg maschile | Pirttiosa        |
| Oltre 80 kg maschile   | Patrick Ruggiero |
| Open maschile          | José Manuel Egea |
| Fino a 53 kg femminile | Raye             |
| Fino a 60 kg femminile | Morris           |
| Oltre 60 kg femminile  | Guus van Mourik  |
| Squadre maschili       | Regno Unito      |